# Volta a San Juan
La Volta a San Juan és una competició ciclista per etapes que es disputa anualment durant el mes de gener a la província de San Juan, a l'Argentina. A partir del 2017, entra a formar part del calendari de l'UCI Amèrica Tour. Alberto Bravo, amb tres victòries, és el ciclista que més vegades l'ha guanyat.

## Palmarès
| Any                                       | Vencedor             | Segon                       | Tercer                      |         |
| ----------------------------------------- | -------------------- | --------------------------- | --------------------------- | ------- |
| 1982                                      | Eduardo Trillini     |                             |                             |         |
| 1983                                      | Víctor Caro          |                             |                             |         |
| 1984                                      | Pedro Chirino        |                             |                             |         |
| 1985                                      | Ramón Sánchez        |                             |                             |         |
| 1986                                      | Ramón Sánchez        |                             |                             |         |
| 1987                                      | Daniel Castro        |                             |                             |         |
| 1988                                      | Luis Moyano          |                             |                             |         |
| 1989                                      | Alberto Bravo        |                             |                             |         |
| 1990                                      | Javier Argonz        |                             |                             |         |
| 1991                                      | Alberto Bravo        |                             |                             |         |
| 1992                                      | Alberto Bravo        |                             |                             |         |
| 1993                                      | Juan Agüero          |                             |                             |         |
| 1994                                      | Juan Agüero          |                             |                             |         |
| 1995                                      | David Kenig          |                             |                             |         |
| 1996                                      | Raúl Ruarte          |                             |                             |         |
| 1997                                      | Eduardo Mulet        |                             |                             |         |
| 1998                                      | Gonzalo Salas        |                             |                             |         |
| 1999                                      | Gustavo Mario Toledo |                             |                             |         |
| 2000 no disputada                         |                      |                             |                             |         |
| 2001                                      | Edgardo Simón        |                             |                             |         |
| 2002                                      | Edgardo Simón        | Guillermo Brunetta          | Oscar Villalobo             |         |
| 2003                                      | Oscar Villalobo      | Fernando Antogna            | Juan Esteban Curuchet       |         |
| 2004                                      | Oscar Villalobo      | Jorge Giacinti              | Edgardo Simón               |         |
| 2005                                      | Luciano Montivero    | Gustavo Mario Toledo        | Javier Páez                 |         |
| 2006                                      | Gerardo Fernández    | Claudio Flores              | César Sigura                |         |
| 2007                                      | Luciano Montivero    | Darío Díaz                  | Juan Pablo Dotti            |         |
| 2008                                      | Pedro González       | Gabriel Brizuela            | Ricardo Julio               |         |
| 2009                                      | Gerardo Fernández    | Matías Médici               | Luciano Montivero           |         |
| 2010                                      | Juan Pablo Dotti     | Luciano Montivero           | Alvaro Algiró               |         |
| 2011                                      | Daniel Zamora        | Juan Pablo Dotti            | Ignacio Pereyra             |         |
| 2012                                      | Juan Pablo Dotti     | Daniel Zamora               | Emanuel Saldaño             |         |
| 2013                                      | Daniel Zamora        | Roberto Richeze Araquistain | Lucas Lopardo               |         |
| 2014                                      | Laureano Rosas       | Ricardo Escuela             | Roberto Richeze Araquistain |         |
| 2015                                      | Laureano Rosas       | Ricardo Escuela             | Juan Melivilo               |         |
| 2016                                      | Laureano Rosas       | Juan Pablo Dotti            | Ricardo Escuela             |         |
| Vuelta a San Juan Internacional - UCI 2.1 |                      |                             |                             |         |
| 2017                                      | Bauke Mollema        | Óscar Sevilla Rivera        | Rodolfo Torres Agudelo      |         |
| 2018                                      | Óscar Sevilla Rivera | Filippo Ganna               | Rodolfo Torres Agudelo      |         |
| 2019                                      | Winner Anacona Gómez | Julian Alaphilippe          | Óscar Sevilla Rivera        |         |
| 2020                                      | Remco Evenepoel      | Filippo Ganna               | Óscar Sevilla Rivera        |         |
| 2021                                      | suspesa              | suspesa                     | suspesa                     | suspesa |
| 2022                                      | suspesa              | suspesa                     | suspesa                     | suspesa |
| 2023                                      | Filippo Ganna        | Sergio Higuita García       | Einer Rubio                 |         |

Nota: Inicialment el 2018 guanyà l'argentí Gonzalo Najar, però donà positiu per EPO en un control antidopatge i fou desqualificat en benefici de Sevilla